# كوبلي هيل (كولومبيا البريطانية)

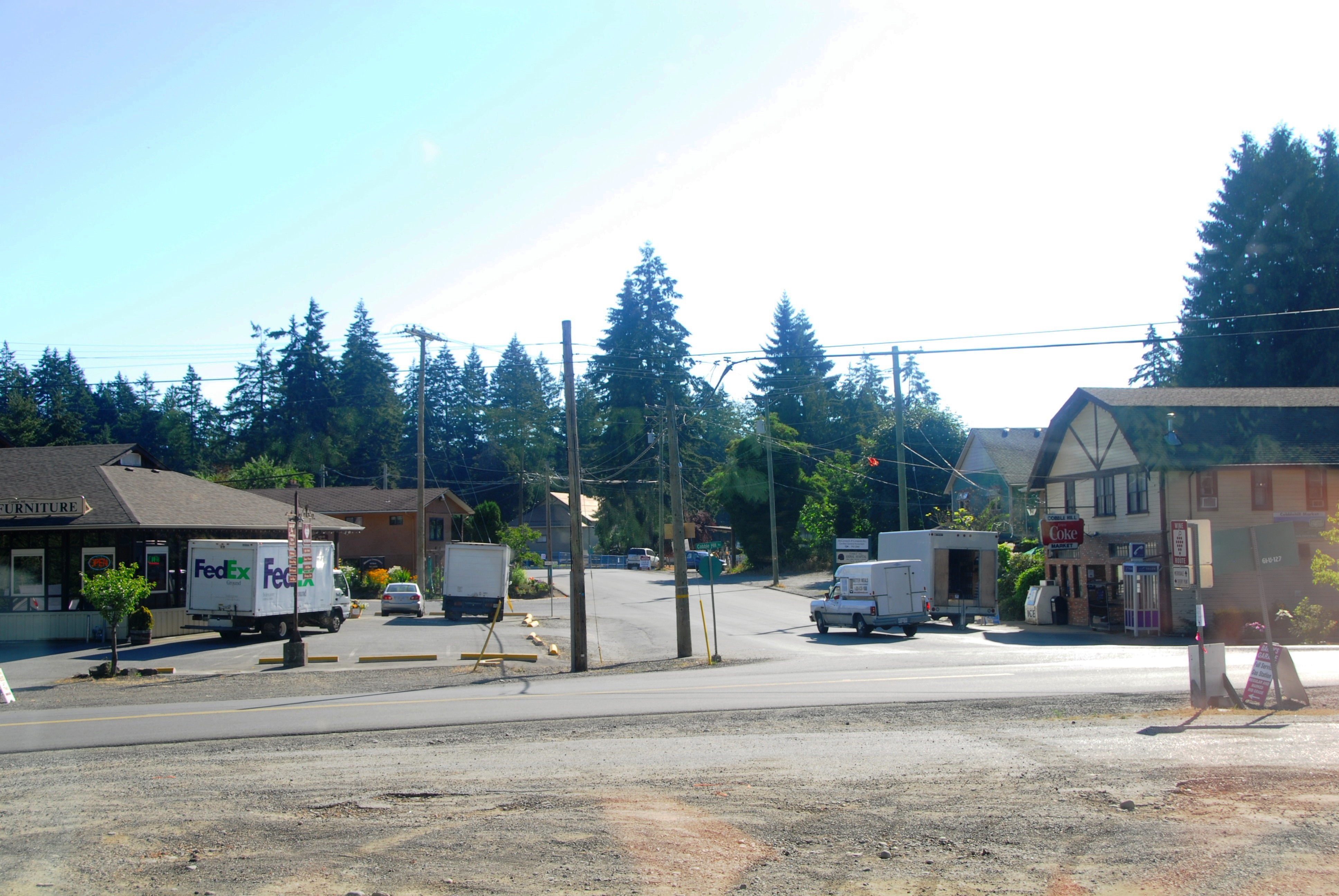
صورة لمركز قرية كوبلي هيل

كوبلي هيل هو مُجتمع صغير في جزيرة فانكوفر في كولومبيا البريطانية في كندا، وهو يقع على بعد 45 كيلومتر (28 ميل) شمال فكتوريا في منطقة وادي كوشان الإقليمية، وهذا المُجتمع معروف بالبيئة الزراعية المُحيطة به، ومعروف بجبل كوبلي هيل الذي أعطى القرية اسمها، ووفقاً لتعداد عام 2006 تحتوي القرية على حوالي 1775 شَخص.